# Dialeurodes canthiae
Dialeurodes canthiae là một loài côn trùng cánh nửa trong họ Aleyrodidae, phân họ Aleyrodinae.
Dialeurodes canthiae được Sundararaj & David miêu tả khoa học đầu tiên năm 1991.